# تحصیل فیروزوالا
تحصیل فیروزوالا (به انگلیسی: Ferozewala Tehsil) یک یک تحصیل در پاکستان است که در پنجاب واقع شده‌است.